# Osservazione della Luna
La Luna è l'unico oggetto del cielo di cui è possibile osservare dei dettagli superficiali ad occhio nudo. Il nostro satellite infatti mostra una serie di dettagli chiari e scuri, determinati dalla differenza di albedo tra le zone pianeggianti, dette mari - più scure -  e le zone più elevate, craterizzate e più chiare.

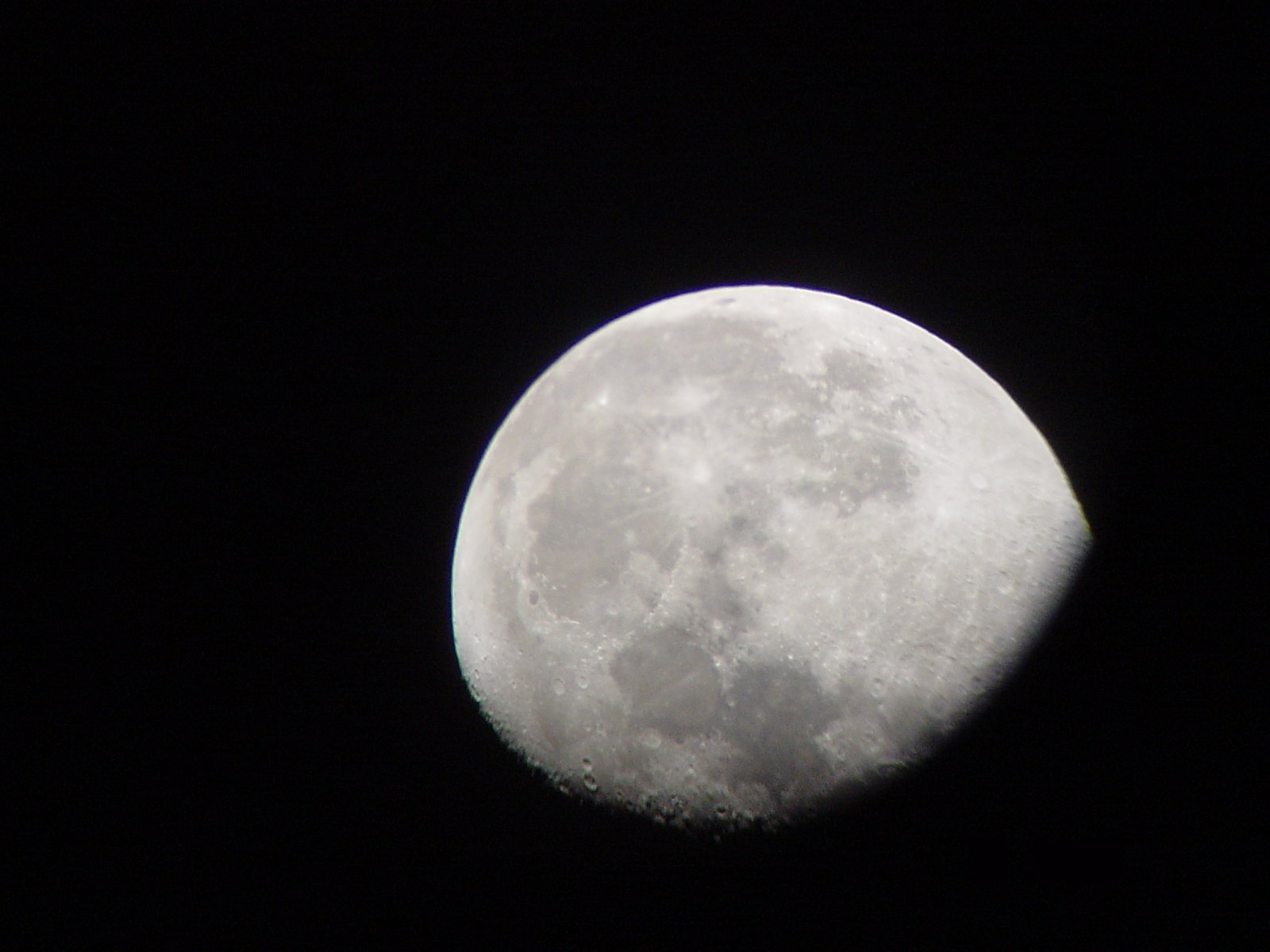
Foto della Luna ottenuta con un rifrattore da 60 mm a 42 ingrandimenti

Nel corso di circa un mese essa mostra diverse fasi lunari, caratterizzate da un diverso aspetto e da una conseguente variazione di luminosità. In prossimità della Luna nuova, quando è presente solo un piccolo spicchio illuminato, è possibile osservare la luce cinerea. La luminosità massima della Luna piena è di circa -12 di magnitudine apparente (molto luminosa), mentre il diametro angolare del disco, osservato ad occhio nudo alla distanza media dalla Terra, secondo Simon Newcomb, è di 0,5181° (~ 0,52°).

## Al binocolo
Vista con un binocolo con almeno 10x (es: un 10x25), la Luna mostra moltissimi dettagli come i mari e i crateri , ma molto di ciò che c'è "intorno", per cui è preferibile usare almeno binocoli 20x o meglio 35x (se si trova qualcosa di leggero e non troppo luminoso). Tuttavia, con binocoli un po' più potenti, usando ingrandimenti tra 60x e 110x, l'osservazione risulta particolarmente suggestiva, grazie soprattutto alla visione binoculare, al largo campo visivo e alla sensazione di tridimensionalità, tipica della stereopsi. La Luna è un oggetto ideale per l'osservazione al binocolo, soprattutto di quelli astronomici con oculari intercambiabili, per poter usare l'ingrandimento più adatto all'esigenza, senza esagerare con i particolari.

## Al telescopio
Anche con un modesto telescopio la Luna mostra tantissimi dettagli superficiali. Sui mari si distingue la caratteristica superficie liscia e piatta. Nelle altre zone invece si osservano parecchie strutture di crateri, diversissimi per forma e dimensione. Inoltre vi sono lunghe catene montuose come i Monti Appennini o le Alpi, e persino diverse fratture del terreno.

## Eclissi
La Luna è interessata da fenomeni spettacolari quali le eclissi di Luna, eclissi di Sole ed occultazioni.

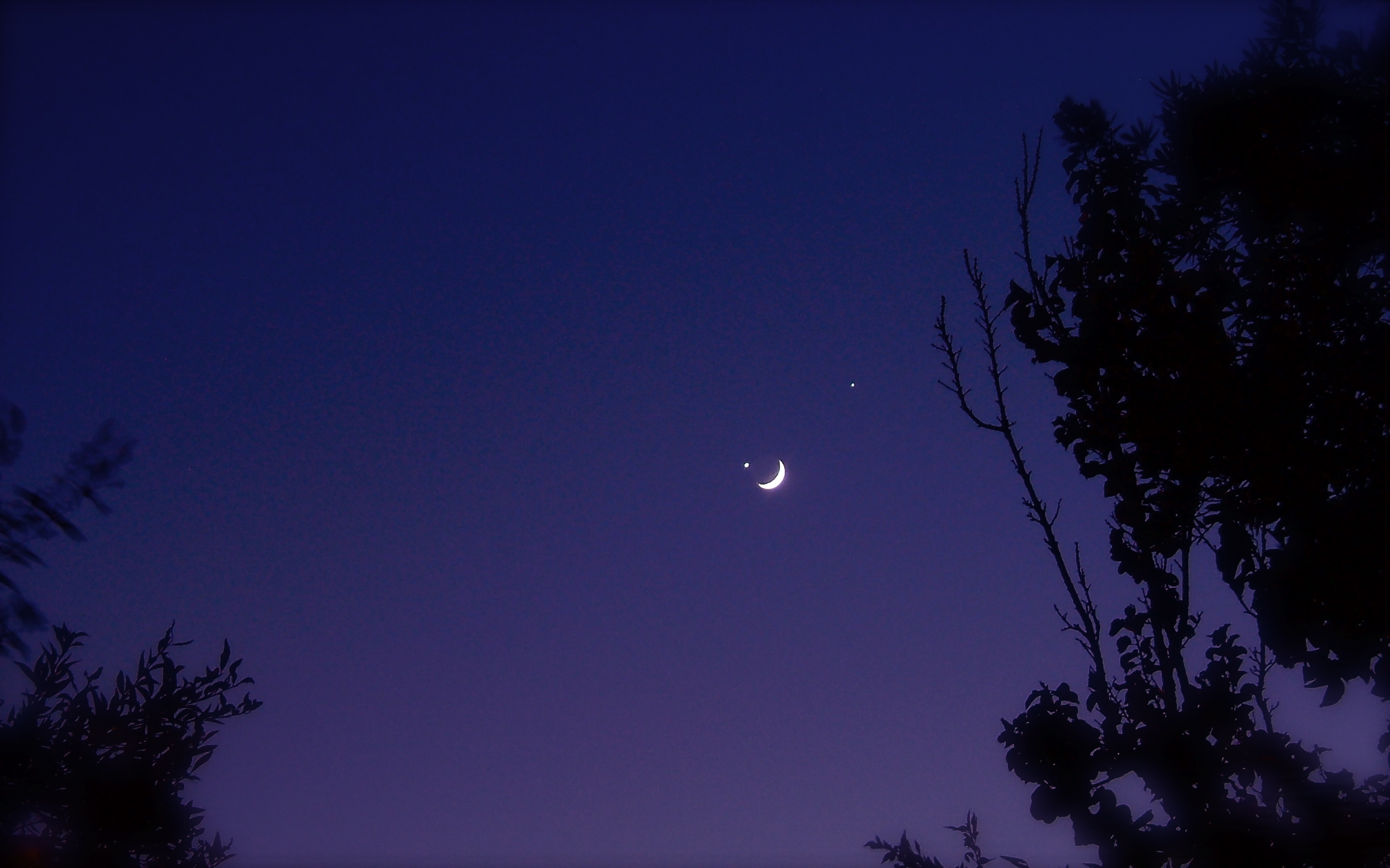
Osservazione della Luna al crepuscolo, si notino Venere (accanto) e Giove (in alto)

## Effetti luminosi
A volte capita di vedere la luna piena, che, nel momento in cui sorge, possiede un colore rossastro. Tutto ciò avviene poiché la sua luce deve attraversare uno strato atmosferico più ampio rispetto a quello che trova nel momento in cui è più alta nel cielo. Così, le radiazioni emanate con la sua luce, si trovano a dover oltrepassare una serie maggiore di polveri e turbolenze dell'aria, le quali disperdono questi raggi luminosi, attraverso il fenomeno della diffusione. Queste polveri, però, tendono a disperdere più facilmente i raggi con frequenze più elevate (di colore blu), mentre non disperdono, quasi per nulla, i raggi con frequenze più basse (di colore rosso).
Perciò noi vediamo la luna rossa, perché la componente rossa della sua luce non viene dispersa e arriva diretta ai nostri occhi. Inoltre, possiamo notare che la dimensione apparente del corpo celeste è leggermente maggiore, poiché lo strato più spesso dell'atmosfera si comporta come una sorta di "lente di ingrandimento".